# Liste antiker Ortsnamen und geographischer Bezeichnungen/Mi
| Lateinischer Name     | Griechischer Name                           | Beschreibung                                                                  | Heute                                                                                                 | Quellen und Verweise | Lage                 |
| --------------------- | ------------------------------------------- | ----------------------------------------------------------------------------- | --- | -------------------- | -------------------- |
| Miacorus              |                                             |                                                                               | | Smith;               |                      |
| Michmas               |                                             |                                                                               | | Smith;               |                      |
| Midaeium              |                                             |                                                                               | | Smith;               |                      |
| Mideia                | Μίδεια (Mideia), Μιδέα (Midea)              | Stadt in Argolis                                                              | | Smith (1);           |                      |
| Mideia                | Μίδεια (Mideia), Μιδέα (Midea)              | Stadt in Böotien, später Lebadeia                                             | Livadia in Griechenland                                                                               | Smith (1);           |                      |
| Midianitae            |                                             |                                                                               | | Smith;               |                      |
| Mieza                 | Μίεζα (Mieza)                               | Stadt in Makedonien                                                           | in der Nähe von Naoussa in Griechenland                                                               | Smith;               |                      |
| Migdol                |                                             | biblischer Name für einen Befestigungsturm oder Grenzkontrollpunkt            | | Smith;               |                      |
| Migonium              |                                             |                                                                               | | Smith;               |                      |
| Migron                |                                             |                                                                               | | Smith;               |                      |
| Milatos               | Μίλατος (Milatos)                           | Stadt an der Nordostküste von Kreta                                           | | Smith;               | 35° 19′ N, 25° 34′ O |
| Miletopolis           | Μιλητόπολις (Milētopolis)                   | Stadt in Mysien                                                               | etwa 10 km nordöstlich von Mustafakemalpaşa in der Türkei                                             | Smith;               |                      |
| Miletopolitis Lacus   | Μιλητουπολῖτις λίμνη (Milētoupolitis limnē) | See in Mysien                                                                 | Manyas Gölü in der Türkei                                                                             | Smith;               |                      |
| Miletus               | Μίλητος (Milētos)                           | Stadt in Ionien                                                               | 80 km südlich von İzmir in der Provinz Aydın in der Türkei                                            | Smith;               |                      |
| Miletus               | Μίλητος (Milētos)                           | Stadt in Mysien                                                               | etwa 3 km nördlich von Burhaniye in der Türkei                                                        | Smith;               | 39° 32′ N, 26° 58′ O |
| Mileum                |                                             |                                                                               | | Smith;               |                      |
| Milichus              |                                             |                                                                               | | Smith;               |                      |
| Milolitum             |                                             |                                                                               | | Smith;               |                      |
| Milonia               |                                             |                                                                               | | Smith;               |                      |
| Milyas                | Μιλυάς (MIlyas)                             |                                                                               | | Smith;               |                      |
| Mimaces               |                                             |                                                                               | | Smith;               |                      |
| Mimas                 | Μίμας (Mimas)                               | Vorgebirge an der ionischen Küste nördlich von Erythrai                       | Boz Dağ mit der Stadt Karaburun in der Türkei                                                         | Smith;               |                      |
| Minaei                |                                             |                                                                               | | Smith;               |                      |
| Minariacum            |                                             |                                                                               | | Smith;               |                      |
| Minas Sabbattha       |                                             |                                                                               | | Smith;               |                      |
| Minaticum             |                                             |                                                                               | | Smith;               |                      |
| Mincius               |                                             |                                                                               | | Smith;               |                      |
| Minervae Promontorium |                                             |                                                                               | | Smith;               |                      |
| Minio                 |                                             |                                                                               | | Smith;               |                      |
| Minius                |                                             |                                                                               | | Smith;               |                      |
| Minizus               |                                             |                                                                               | | Smith;               |                      |
| Minizus               |                                             |                                                                               | | Smith;               |                      |
| Minnagara             | Μιννάγαρα (Minnagara)                       | Stadt in Indo-Skythien                                                        | zwischen dem Narmada und dem Indus in Sindh in Pakistan                                               | Smith;               |                      |
| Minnith               |                                             |                                                                               | | Smith;               |                      |
| Minnodunum            |                                             |                                                                               | | Smith;               |                      |
| Minoa                 | Μινώα (Minōa)                               | Stadt auf Kreta                                                               | Marathi auf der Halbinsel Akrotiri, etwa 5 km südöstlich vom Flughafen Chania                         | Smith (1);           |                      |
| Minoa                 | Μινώα (Minōa)                               | Stadt an der Nordostküste von Kreta                                           | beim heutigen Pachia Ammos                                                                            | Smith (2);           |                      |
| Minoa                 | Μινώα (Minōa)                               | kleine Insel vor Megara                                                       | vielleicht Halbinsel Agia Triada                                                                      | Smith (1);           |                      |
| Minoa                 | Μινώα (Minōa)                               | Vorgebirge der Peloponnes                                                     | Monemvasia                                                                                            | Smith (2);           |                      |
| Minoa                 | Μινώα (Minōa)                               | anderer Name der Insel Paros                                                  | | Smith (3);           |                      |
| Minoa                 | Μινώα (Minōa)                               | Stadt auf Sizilien                                                            | bei Montallegro, etwa 35 Kilometer nordwestlich von Agrigent                                          | Smith (4);           |                      |
| Minoa                 | Μινώα (Minōa)                               | Stadt auf der Insel Amorgos                                                   | | Smith (5);           |                      |
| Minoa                 | Μινώα (Minōa)                               | Stadt auf der Insel Sifnos                                                    | | Smith (6);           |                      |
| Minthe                | Μίνθη (Minthē)                              | Berg in Elis                                                                  | | Smith;               | 37° 30′ N, 21° 46′ O |
| Minturnae             |                                             | Römische Stadt an der Flussmündung des Liris                                  | | Smith;               |                      |
| Minya                 | Μινύα (Minya)                               | Stadt in Thessalien, Hauptort der Minyer                                      | | Smith;               |                      |
| Minyae                |                                             |                                                                               | | Smith;               |                      |
| Minyeius              |                                             |                                                                               | | Smith;               |                      |
| Mirobriga             | Μιρόβριγα (Mirobriga)                       | Stadt in Lusitania                                                            | im Gebiet von Santiago do Cacém in der Region Alentejo, etwa 150 km südlich von Lissabon in Portugale | Smith (1);           |                      |
| Mirobriga             | Μιρόβριγα (Mirobriga)                       | Stadt in Hispania Baetica                                                     | Ciudad Rodrigo in der Provinz Salamanca in Spanien                                                    | Smith (2);           |                      |
| Mirobriga             | Μιρόβριγα (Mirobriga)                       | Stadt in Hispania Tarraconensis                                               | Capilla in Extremadura in Spanien                                                                     | Smith (3);           |                      |
| Misenum               | Μισηνόν (Misēnon)                           | Vorgebirge am Nordende des Golfs von Neapel, Kriegshafen der römischen Flotte | Miseno in Italien                                                                                     | Smith;               |                      |
| Misetus               |                                             |                                                                               | | Smith;               |                      |
| Misthium              |                                             |                                                                               | | Smith;               |                      |
| Misua                 |                                             |                                                                               | | Smith;               |                      |
| Misulani              |                                             |                                                                               | | Smith;               |                      |
| Mithridatis Regio     |                                             |                                                                               | | Smith;               |                      |
| Mithridatium          | Μιθριδάτιον (Mithridation)                  | Festung der Trokmer an der Grenze von Galatien und Pontos                     | | Smith;               |                      |
| Mitylene              |                                             | siehe Mytilene                                                                | |                      |                      |
| Mitys                 |                                             |                                                                               | | Smith;               |                      |
| Mizagus               |                                             |                                                                               | | Smith;               |                      |
| Mizpah                |                                             | Stadt in Juda                                                                 | vermutlich bei Tell-en-Nasbeh 12 km nordwestlich Jerusalems unweit Ramallah                           | Smith;               |                      |